# Великописарівська волость
Великописарівська волость — історична адміністративно-територіальна одиниця Богодухівського повіту Харківської губернії з центром у слободі Велика Писарівка.
Станом на 1885 рік складалася з 5 поселень, 3 сільських громад. Населення — 7988 осіб (4073 чоловічої статі та 3915 — жіночої), 1414 дворових господарств.
|                     | Площа, десятин | У тому числі орної, дес. |
| ------------------- | -------------- | ------------------------ |
| Сільських громад    | 6591           | 5310                     |
| Приватної власності | 5656           | 4937                     |
| Іншої власності     | 198            | 195                      |
| Загалом             | 12445          | 10442                    |

Поселення волості станом на 1885:
- Велика Писарівка — колишня власницька слобода при річці Ворскла за 30 верст від повітового міста, 7204 особи, 1274 двори, 3 православні церкви, школа, лікарня, 2 постоялих двори, 8 лавок, базари по понеділках і п'ятницях, воскобійний завод, 6 ярмарків на рік.
- Олександрівка — колишнє власницьке село при річці Ворскла, 380 осіб, 82 двори, православна церква.
- Бардин-Івани (Дальні Івани Меведовщина) — колишнє державне село при річці Івани, 295 осіб, 52 двори, православна церква.